# Marcus Simaika
Marcus Simaika (1864-1944) foi um líder egípcio copta, político e fundador do Coptic Museum em Cairo. É considerado o pai da Arqueologia egípcia.